# 衣紋掛け

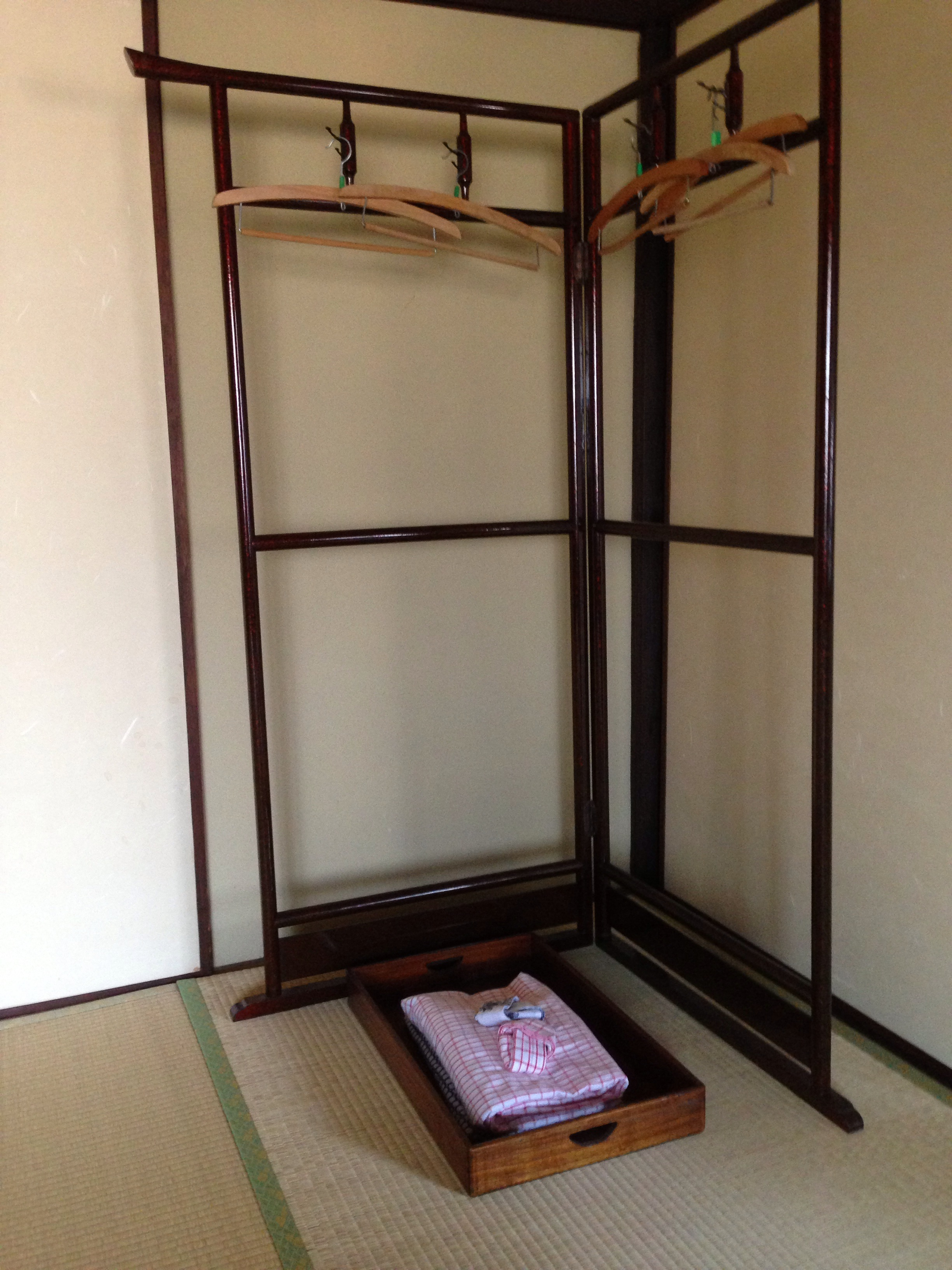
衣文かけ

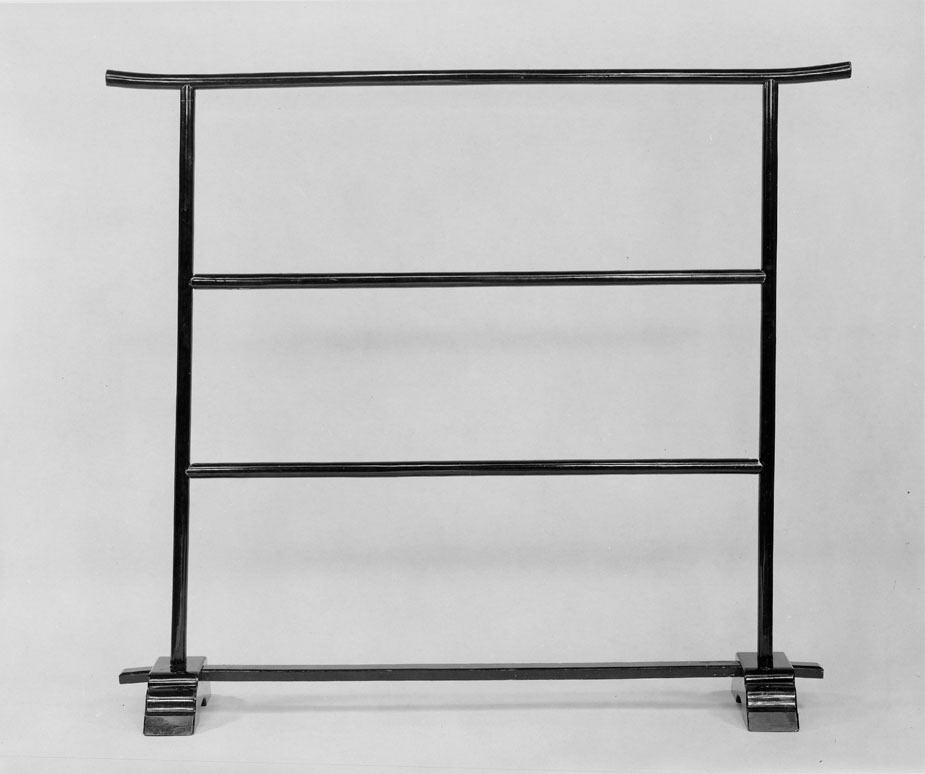
衣桁

衣紋掛け（えもんかけ、衣紋掛）とは、衣服の袖に短い棒を通し、その棒を紐でつるして干す道具。衣類用のハンガーと同義だが、特に和服用のハンガーを指す場合がある。また、これとは別に、衣桁（いこう）のことを衣紋掛けと呼ぶこともある。

## 概要
衣紋掛けは広く衣類用のハンガー全般を指す。特に和服用の衣紋掛けは、割竹や矢竹などの細い丸竹を材料とし、その中央部に穴を開けて紐を通して一点で吊るすようにしたものである。衣服に通す直線状の棒の長さは、一般的な洋服用のハンガーの倍程度である。
「衣紋棹」あるいは「衣紋竹」と呼ばれることもある。